# Blythewood
Blythewood es un pueblo ubicado en el Condado de Fairfield y condado de Richland en el estado estadounidense de Carolina del Sur. El pueblo en el año 2000 tiene una población de 1.299 habitantes en una superficie de 8.2 km², con una densidad poblacional de 20.8 personas por km². 

## Geografía
Blythewood se encuentra ubicado en las coordenadas 34°13′5″N 80°59′5″O / 34.21806, -80.98472. Según la Oficina del Censo, el pueblo tiene un área total de 8,2 km² (3,2 mi²), de la cual 8,2 km² (3,2 mi²) es tierra y 0,2 km² (0,1 mi²) (1.86%) es agua.

## Demografía
En el 2000 la renta per cápita promedia del hogar era de $35.750, y el ingreso promedio para una familia era de $36.250. El ingreso per cápita para la localidad era de $19.163. En 2000 los hombres tenían un ingreso per cápita de $26.635 contra $30.500 para las mujeres. Alrededor del 14.80% de la población estaba bajo el umbral de pobreza nacional. 

## Economía
La sede en Estadounidense de Spirax-Sarco Engineering esta instalada en Blythewood. 
Se planea construir una planta de vehículos eléctricos Scout Motors por valor de inversión de $2 mil millones que empleará a 4,000 personas y producirá 200,000 vehículos anualmente para finales de 2026.